# Kjóvadalur
Kjóvadalur är en liten dal i byn Sørvágur på ön Vágar i Färöarna. Namnet kan översättas till Kjóvgis dal. Kjóvgi är den färöiska formen av fågeln Arktiska labbar (Stercorariidae).
Floden Skipá rinner igenom Kjóvadalur och över dalen ligger berget Nónfjall.